# Sankt Peter (Gemeinde Rennweg)
St. Peter ist eine Ortschaft und eine Katastralgemeinde der Gemeinde Rennweg am Katschberg im Bezirk Spittal an der Drau in Kärnten.

## Siedlungsentwicklung
Zum Jahreswechsel 1979/1980 befanden sich in der Katastralgemeinde St. Peter insgesamt 291 Bauflächen mit 44.937 m² und 93 Gärten auf 24.580 m², 1989/1990 gab es 272 Bauflächen. 1999/2000 war die Zahl der Bauflächen auf 615 angewachsen und 2009/2010 bestanden 344 Gebäude auf 644 Bauflächen.

## Bodennutzung
Die Katastralgemeinde ist land- und forstwirtschaftlich geprägt. 374 Hektar wurden zum Jahreswechsel 1979/1980 landwirtschaftlich genutzt und 795 Hektar waren forstwirtschaftlich geführte Waldflächen. 1999/2000 wurde auf 311 Hektar Landwirtschaft betrieben und 814 Hektar waren als forstwirtschaftlich genutzte Flächen ausgewiesen. Ende 2018 waren 275 Hektar als landwirtschaftliche Flächen genutzt und Forstwirtschaft wurde auf 938 Hektar betrieben. Die durchschnittliche Bodenklimazahl von St. Peter beträgt 15,8 (Stand 2010).